# ISO 3166-2:GN
ISO 3166-2:GN es la entrada para Guinea en ISO 3166-2, parte de los códigos de normalización ISO 3166 publicados por la Organización Internacional de Normalización (ISO), que define los códigos para los nombres de las principales subdivisiones (p.ej., provincias o estados) de todos los países codificados en ISO 3166-1.
En la actualidad, para Guinea, los códigos ISO 3166-2 se definen para dos niveles de subdivisiones:
- 7 regiones administrativas y 1 gobernación
- 33 prefecturas

Cada código consta de dos partes, separadas por un guion. La primera parte es GN, el código ISO 3166-1 alfa-2 para Guinea. La segunda parte tiene, según el caso:
- una letra: regiones administrativas y gobernación
- dos letras: prefecturas

## Códigos actuales
Los nombres de las subdivisiones se ordenan según el estándar ISO 3166-2 publicado por la Agencia de Mantenimiento ISO 3166 (ISO 3166/MA).
Pulsa sobre el botón en la cabecera para ordenar cada columna.

### Regiones administrativas y gobernación
| Código | Nombre de la subdivisión (fr) | Categoría de la subdivisión |
| ------ | ----------------------------- | --------------------------- |
| GN-B   | Boké                          | Región administrativa       |
| GN-F   | Faranah                       | Región administrativa       |
| GN-K   | Kankan                        | Región administrativa       |
| GN-D   | Kindia                        | Región administrativa       |
| GN-L   | Labé                          | Región administrativa       |
| GN-M   | Mamou                         | Región administrativa       |
| GN-N   | Nzérékoré                     | Región administrativa       |
| GN-C   | Conakri                       | Gobernación                 |

### Prefecturas
| Code  | Nombre de la subdivisión | Región administrativa |
| ----- | ------------------------ | --------------------- |
| GN-BE | Beyla                    | N                     |
| GN-BF | Boffa                    | B                     |
| GN-BK | Boké                     | B                     |
| GN-CO | Coyah                    | D                     |
| GN-DB | Dabola                   | F                     |
| GN-DL | Dalaba                   | M                     |
| GN-DI | Dinguiraye               | F                     |
| GN-DU | Dubréka                  | D                     |
| GN-FA | Faranah                  | F                     |
| GN-FO | Forécariah               | D                     |
| GN-FR | Fria                     | B                     |
| GN-GA | Gaoual                   | B                     |
| GN-GU | Guéckédou                | N                     |
| GN-KA | Kankan                   | K                     |
| GN-KE | Kérouané                 | K                     |
| GN-KD | Kindia                   | D                     |
| GN-KS | Kissidougou              | F                     |
| GN-KB | Koubia                   | L                     |
| GN-KN | Koundara                 | B                     |
| GN-KO | Kouroussa                | K                     |
| GN-LA | Labé                     | L                     |
| GN-LE | Lélouma                  | L                     |
| GN-LO | Lola                     | N                     |
| GN-MC | Macenta                  | N                     |
| GN-ML | Malí                     | L                     |
| GN-MM | Mamou                    | M                     |
| GN-MD | Mandiana                 | K                     |
| GN-NZ | Nzérékoré                | N                     |
| GN-PI | Pita                     | M                     |
| GN-SI | Siguiri                  | K                     |
| GN-TE | Télimélé                 | D                     |
| GN-TO | Tougué                   | L                     |
| GN-YO | Yomou                    | N                     |

## Cambios
Los siguientes cambios de entradas han sido anunciados en los boletines de noticias emitidos por el ISO 3166/MA desde la primera publicación del ISO 3166-2 en 1998, cesando esta actividad informativa en 2013.
| Informe         | Fecha de emisión                     | Descripción del cambio reportado | Cambio de código o subdivisión                              |
| --------------- | ------------------------------------ | --- | ----------------------------------------------------------- |
| Boletín I-2     | 2002-05-21                           | Una gobernación cambia a ciudad (nuevo nivel de subdivisión). Corrección de un código                                                   | Códigos: (a corregir uso duplicado) Koundara: GN-KD → GN-KN |
| ISO 3166-2:2007 | 2007-12-13                           | Segunda edición de la ISO 3166-2 (este cambio no fue anunciado en un Boletín)                                                           |                                                             |
| Boletín II-1    | 2010-02-03 (corregido el 2010-02-19) | Se añade el prefijo de código nacional como primer elemento de código, se borra el término genérico en los nombres de las subdivisiones |                                                             |